# Zoo biblique de Jérusalem
Le zoo biblique de Jérusalem (The Tisch Family Zoological Gardens, גן החיות התנ"כי) est un parc zoologique israélien situé à Jérusalem-Ouest, en Israël.

## Caractéristiques
Le Zoo biblique a une superficie de 25 hectares, il est aménagé sur deux niveaux : 
- le niveau inférieur s'organise autour d'un lac artificiel avec chutes d'eau et bassins, des espaces engazonnés...
- Dans le parc, une savane a été reconstituée, les animaux sauvages s'y déplacent librement dans des zones réservées. Un train permet aux visiteurs (sauf le samedi et les jours de fête) de sillonner le parc zoologique.

Le zoo héberge des espèces vivant à l'époque antique (Ancien Testament) comme l'ours brun de Syrie ou le léopard de Perse. Créé par la Fondation de Jérusalem (en), le parc zoologique est membre de l'Association européenne des zoos et des aquariums.
On y trouve également des sculptures monumentales d'animaux réalisées par Niki de Saint Phalle en 1994, que l'artiste a réunis sous le titre L'Arche de Noé. L'Arche de Noé lui a été commandée par la Fondation de Jérusalem (Jerusalem Foundation).